# حمید احمدیان

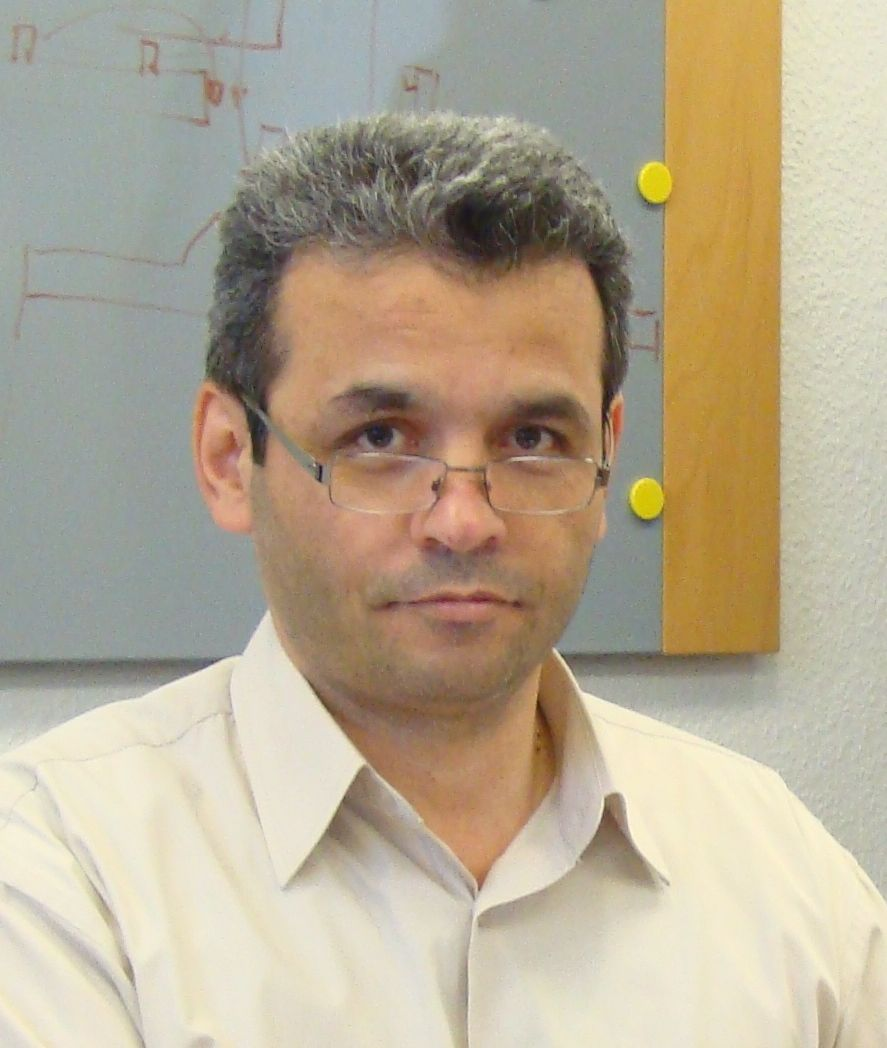

حمید احمدیان (زاده ۱ دی ۱۳۳۹ در شهر کاخک) استاد دانشگاه در رشته مهندسی مکانیک (با تخصص ارتعاشات) و همچنین از مؤسسان و  نایب رییس پردیس شماره ۲ دانشگاه علم و صنعت و از مؤسسان انجمن آکوستیک و ارتعاشات ایران بود.

## زندگی‌نامه
احمدیان در کاخک در خانواده ای فرهنگی دیده به جهان گشود. پدر و مادر وی هر دو معلم بودند. دوره کارشناسی را در سال ۱۳۵۷ در دانشگاه علم و صنعت ایران در رشته مهندسی مکانیک آغاز نمود. کارشناسی ارشد را در دانشگاه صنعتی امیرکبیر در رشته مهندسی مکانیک گرایش طراحی کاربردی زیر نظر محمدرضا اسلامی (چهره ماندگار مهندسی مکانیک در ایران) به انجام رساند و سپس برای ادامه تحصیل عازم دانشگاه معروف واترلو در کانادا شد. وی دکترای خود را در سال ۱۹۹۴ میلادی در رشته مهندسی مکانیک و با تخصص ارتعاشات از این دانشگاه معتبر دریافت نمود. سپس برای مدت چند سال به عنوان محقق و استاد در دانشگاه‌های لیورپول و سوانزای انگلیس به تحقیق مشغول شد.

## بازگشت به ایران و استادی دانشگاه علم و صنعت ایران
وی از سال ۱۳۷۵ خورشیدی به عنوان عضو هیئت علمی در دانشکده مهندسی مکانیک دانشگاه علم و صنعت ایران به عنوان استادیار شروع به کار نمود. در سال ۱۳۸۵شمسی به مقام استادی نایل آمد. وی مؤلف صدها مقاله در زمینه ارتعاشات و آنالیز مودال است که برخی از آن‌ها بسیار پر استناد بوده‌اند.

## خدمات به علم و صنعت در ایران
وی از اساتید بنام ایران در زمینه ارتعاشات و مهندسی مکانیک بوده و در زمینه‌هایی مانند هوافضا، توربو کمپرسور و توربین گازی خدمات ارزنده‌ای به کشور ارائه نمود. بسیاری از شاگردان وی در دانشگاه‌های مختلف ایران و جهان استاد بودهو یا در شرکت‌های مختلف خدمات مؤثری ارائه می‌دهند.
وی همچنین نشریه مهندسی تاوا را در رشته مهندسی مکانیک پایه‌گذاری نمود و خود سردبیری آن را به عهده داشت علاوه براین، آزمایشگاه آنالیز مودال در دانشگاه علم و صنعت ایران را سرپرستی نمود و گسترش داد به طوری که بسیاری از پروژه‌های مهم ملی با همکاری این آزمایشگاه انجام شد. وی همچنین یکی از مؤسسان انجمن آکوستیک و ارتعاشات ایران بوده‌است. علاوه بر این، احمدیان کنفرانس دوسالانه مکانیک جامدات تجربی را در دانشگاه علم و صنعت ایران برگزار می‌نمود. ایشان همچنین مؤسس و مدیر قطب علمی مکانیک جامدات تجربی در دانشگاه علم و صنعت ایران بود که بسیاری از اساتید مطرح کشوری و جهانی در آن عضویت دارند.

## جایزهعلمی پروفسور حمید احمدیان در ارتعاشات و آکوستیک تجربی
این جایزه سالیانه که به‌وسیله انجمن ارتعاشات و آکوستیک ایران از سال 1401 هجری شمسی راه اندازی شده است، قصد دارد فعالیت‌های تجربی تحقیقاتی در زمینه ارتعاشات و آکوستیک را شناسایی و قدردانی نماید. این جایزه به پاس داشت نام دکتر حمید احمدیان، از چهره‌های شاخص و تاثیرگذار ملی و بین المللی در این زمینه و به یاد فعالیت‌های ماندگار ایشان به‌عنوان مدرس، پژوهشگر و متخصص صنعتی اهدا می‌گردد .

## درگذشت
احمدیان در شامگاه پنجشنبه مورخ ۲۱ مرداد سال ۱۴۰۰ پس از چند روز مبارزه با بیماری کرونا در تهران درگذشت و پیکرش در قطعه نام آوران  بهشت زهرا به خاک سپرده شد .